# 後藤文明
後藤 文明（ごとう ふみあき、1965年5月10日 - ）は、日本の登山家。

## 概要
1965年5月10日、群馬県に生まれる。高校時代から山登りをはじめ、国体出場5回の経験を持つ。群馬県山岳連盟境町山の会所属。スポニチ登山学校講師。
会社勤務の傍ら海外の山に挑戦し続け、1993年12月18日エベレスト冬季南西壁世界初登頂、8000メートル峰14座のうち6座に登頂した。

## 経歴
- 1965年5月10日 - 群馬県に生まれる。
- 1987年8月13日 - プモリ(7,161m/ネパール)登頂。(大橋良雄,高田智博,金子悦治,小暮文彦,大山洋次,星野久男,大和享)
- 1990年8月 - サトパント(7,075m/インド)登頂。(日本ヒマラヤ協会ガンゴトリ登山隊:保坂昭憲,関根幸次,天城敞彦)
- 1993年
  - 10月8日 - チョ・オユー(8,501m/チベット)登頂。(八木原圀明,宮崎勉,名塚秀二,田辺治,江塚進介,佐藤光由,星野龍史,尾形好雄)[2]
  - 12月18日 - エベレスト[南西壁](8,848m/ネパール)登頂。冬季西南壁世界初(田辺治,名塚秀二,江塚進介,星野龍史,尾形好雄)[3][1]
- 1995年6月9日 - マッキンリー(6,194m/アメリカ)登頂。(大山洋次,田島きく江,吉田文江,竹川弘一)
- 1997年
  - 7月8日 - ガッシャーブルムII峰(8,035m/パキスタン)登頂。(群馬県カラコルム登山隊1997:尾形好雄)[4]
  - 7月20日 - ブロード・ピーク(8,047m/パキスタン)登頂。(群馬県カラコルム登山隊1997:尾形美雄)[5]
- 1999年10月29日 - シシャパンマ(8,027m/チベット)登頂。(群馬県当期マナスル登山隊2000:星野龍史,名塚秀二,剣特典之,福本誠志)
- 2000年1月19日 - マナスル天候悪化のため登頂断念。[6]
- 2002年
  - 8月5日 - ガッシャーブルムI峰(8,068m/パキスタン)登頂。(日本ヒマラヤ協会隊:田辺治,岩崎洋,野沢井歩)
  - 下山中、後藤文明と岩崎洋が事故により重傷を負うが救出された。

## 関連書籍
- スポーツニッポン新聞東京本社編集「厳冬のサガルマータ―究極の挑戦南西壁」(1994/9,毎日新聞社) ISBN 978-4620603582